# Ashbya
Ashbya — рід грибів родини Eremotheciaceae. Назва вперше опублікована 1928 року.